# إتش تي سي توج فيفا (موبايل)
إتش تي سي توج فيفا (بالإنجليزية: HTC Touch Viva)‏ هو هاتف ذكي من إتش تي سي يعمل بنظام ويندوز موبايل.

## الخصائص
- نظام التشغيل: ويندوز موبايل
- الكاميرا الأمامية: 2 ميجابكسل
- الشاشة: 320×240
- الوزن: 110 غ (3.9 أونصة)
- المعالج: 201 ميجا هرتز